# Stening

En karta som visar länder där offentlig stenning är rättslig eller utomordentlig strafform.

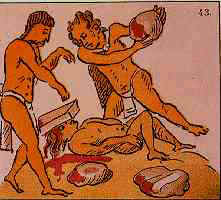
Illustrering av en aztekisk stening.

Stening är en avrättningsmetod som använts genom hela den kända historien, och innebär att stenar kastas på den dömde tills han eller hon avlider. Bland annat tillämpades stening i Sumer, den äldsta kända kulturen i Mesopotamien. I Bibeln nämns stening på många ställen, och det mest bekanta stället är Apg 7:59 där den förste martyren Stefanos stenas. I Koranen finns inget uttalat stöd för stening, men det förekommer andra kroppsstraff såsom piskning och handavhuggning. I haditherna föreskriver Muhammed däremot stening som bestraffning vid äktenskapsbrott.
På senare tid har stening varit ett lagligt eller sedvanligt straff i Iran, Förenade Arabemiraten, Qatar, Bahrain, Kuwait, Mauretanien, Saudiarabien, Sudan, Jemen, norra Nigeria, Afghanistan, Brunei, Pakistan, Irak och Somalia.
I Talmud föreskrivs stening som straff för 17 olika brott, även om straffet inte utmätts sedan omkring Kristi födelse. I det tidiga Sverige föreskrevs stening som straff i Uppland, Östra Götaland och Dalarna för mord av make respektive trolldom.
Stening leder oftast till en långsam och plågsam död.

## Stening i Bibeln
I Bibeln (Endast Gamla Testamentet) finns det ett flertal uppmaningar att stena.
- Ni skall vara helgade åt mig, ty jag, Herren, är helig, och jag har avskilt er från andra folk för att ni skall tillhöra mig. En man eller en kvinna som har en ande från en död eller en spådomsande i sig skall straffas med döden. Man skall stena dem, skulden för deras död är deras egen. (3 Mos 20:26-27)
- Herren talade till Mose: Mannen som förbannat skall föras utanför lägret. Alla som har hört orden skall lägga händerna på hans huvud, och hela menigheten skall stena honom. (3 Mos 24:13-14)
- Var och en som smädar Herrens namn skall straffas med döden, hela menigheten skall stena honom. Den som smädar Namnet, han må vara invandrare eller infödd, skall dödas. (3 Mos 24:16)
- Medan nu Israels barn var i öknen, ertappades en man med att samla ihop ved på sabbatsdagen. Och de som ertappade honom med att samla ihop ved förde honom inför Mose och Aron och hela menigheten. Och då det inte var bestämt vad som borde göras med honom, satte de honom i förvar. Och Herren sade till Mose: "Mannen skall straffas med döden. Hela menigheten skall stena honom utanför lägret." Då förde hela menigheten ut honom utanför lägret och stenade honom till döds, som Herren hade befallt Mose. (4 Mos 15:32-36)
- Om en son är trotsig och upprorisk och inte lyder sin far och mor, inte ens när de tuktat honom, skall de ta honom med sig och föra honom till de äldste i staden, till hemstadens port. De skall säga till stadens äldste: ”Det här är vår son, han är trotsig och upprorisk och lyder oss inte, han bara festar och super.” Då skall alla männen i staden stena honom till döds. Du skall utrota det onda ur folket. Hela Israels folk skall känna fruktan när de får höra talas om detta. (5 Mos 21:18-21)
- Men om anklagelsen är riktig och det inte finns något bevis på att flickan var oskuld, skall flickan hämtas ut från sin fars hus, och utanför dörren skall männen i staden stena henne till döds, eftersom hon genom att hora i sin fars hus har gjort vad som är en vettlöshet i Israel. Du skall utrota det onda ur folket. (5 Mos 22:20-21)
- Om en orörd flicka är trolovad med en man och en annan man träffar henne i staden och ligger med henne där, skall ni föra ut båda till stadsporten och stena dem till döds, flickan därför att hon inte ropade på hjälp inne i staden, och mannen därför att han lägrade en annans kvinna. Du skall utrota det onda ur folket. (5 Mos 22:23-24)
- Därför skall jag samla alla de älskare som har njutit din gunst, vare sig du tyckt om dem eller inte. Från alla håll skall jag samla dem, och jag skall blotta ditt sköte för dem, så att de ser dig i all din nakenhet. Jag skall döma dig som man dömer äktenskapsbryterskor och mörderskor. Du skall få känna av min vrede och min svartsjuka. Jag skall prisge dig åt dem, och de skall rasera din offerhöjd och jämna dina kullar med marken. De skall slita av dig kläderna och ta dina praktfulla smycken, tills du ligger där alldeles naken. De skall båda upp en skara mot dig, som skall stena dig och stycka dig med sina svärd och bränna ner dina hus. De skall verkställa domen över dig i många kvinnors åsyn. Jag skall göra slut på ditt horande, och du skall inte längre ge några gåvor. (Hes 16:37-41)
- Så säger Herren Gud: Båda upp en skara mot dem och utlämna dem åt skräck och plundring. Skaran skall stena dem och stympa dem med sina svärd, döda deras söner och döttrar och bränna ner deras hus. (Hes 23:46-47)

I Nya Testamentet sätts Jesus inför prov av de skriftlärda och fariséerna. De har med sig en kvinna som har begått äktenskapsbrott. De säger till Jesus:
”Mästare, den här kvinnan togs på bar gärning när hon begick äktenskapsbrott. I lagen föreskriver Mose att sådana kvinnor skall stenas. Vad säger du?” Detta sade de för att sätta honom på prov och få något att anklaga honom för. Men Jesus böjde sig ner och ritade på marken med fingret. När de envisades med sin fråga såg han upp och sade: ”Den av er som är fri från synd skall kasta första stenen på henne.” Och han böjde sig ner igen och ritade på marken. När de hörde hans svar gick de därifrån en efter en, de äldste först, och han blev ensam kvar med kvinnan framför sig. Jesus såg upp och sade till henne: ”Kvinna, vart tog de vägen? Var det ingen som dömde dig?” Hon svarade: ”Nej, herre.” Jesus sade: ”Inte heller jag dömer dig. Gå nu, och synda inte mer.” (Joh 8:4-12)

## Stening inom islam
Stening som begrepp förekommer fem gånger i Koranen (11:91, 18:20, 19:46, 26:116, 36:18), men då endast i form av berättelser, aldrig som ett påbud att stena någon. Däremot finns det ett flertal hadither som beskriver hur Mohammed beordrar stening, till exempel:
- When Ma'iz bin Malik came to the Prophet (in order to confess), the Prophet said to him, "Probably you have only kissed (the lady), or winked, or looked at her?" He said, "No, O Allah's Apostle!" The Prophet said, using no euphemism, "Did you have sexual intercourse with her?" The narrator added: At that, (i.e. after his confession) the Prophet ordered that he be stoned (to death). (Volym 8, Bok 82, Nummer 113)
- Ubada b. as-Samit reported: Allah’s Messenger (may peace be upon him) as saying: Receive (teaching) from me, receive (teaching) from me. Allah has ordained a way for those (women). When an unmarried male commits adultery with an unmarried female (they should receive) one hundred lashes and banishment for one year. And in case of married male committing adultery with a married female, they shall receive one hundred lashes and be stoned to death.”

(Sahih Muslim, Book 17: Number 4191)
Stening förekommer också än i dag som avrättningsmetod i vissa muslimska länder. Den dömde kan befinna sig i en grop eller grävas ned till midjan i marken, allt för att den dömde inte skall ha möjlighet att undkomma. Kvinnor kan grävas ned djupare eftersom steningen som sådan annars skulle kunna leda till att brösten exponeras, vilket ses som ett problem. Därför är det vanligare att bara huvudet är synligt på kvinnor.
Detta straff är endast för de som begår äktenskapsbrott. Ogifta som har sexuella relationer sinsemellan och upptäcks får spöstraff. Både steningen och spöstraffet skall föregås av ett antal villkor. Ett av de viktigaste är att det skall finnas fyra vittnen som beskådat mannens könsorgan vara inträngt i kvinnans. Dessa fyra vittnen skall vara kända för sin sanningsenlighet bland folk.